# Май (фильм)
«Май» — художественный фильм, вышедший в России в 2007 году.

## Сюжет
«Правильный» «вечный лейтенант» Евгений Печалин получает краткий отпуск и приезжает в Москву с целым ворохом поручений. За три дня в столице (каждый вечер которого для него заканчивается в милиции) он успевает встретиться со старым другом Гаевским, спасти собравшегося подорвать себя гранатой неудачника-призывника, влюбиться в случайную знакомую Викторию, с которой отметит День Победы и станцует романтический вальс на площади Большого театра и всё-таки не успеет добраться до мамы...

## В ролях
- Андрей Кузичев — старший лейтенант Евгений Печалин
- Андрей Мерзликин — капитан милиции Александр Гаевский, товарищ Печалина
- Виктория Толстоганова — Вика
- Ирина Розанова — Галина Сергеевна
- Лариса Лужина — Вера Петровна, соседка Печалина
- Алиса Гребенщикова — Кристина
- Алексей Кравченко — Котельников
- Алексей Панин — браток
- Станислав Дужников — браток
- Геннадий Назаров
- Антон Эльдаров — Савела
- Борис Тенин
- Павел Меленчук — Виктор
- Максим Браматкин
- Сергей Шарифуллин — Федечка, призывник
- Геннадий Юхтин — Михаил Иванович
- Сергей Беляев — комбат Рукавишников
- Сергей Угрюмов — Ивушкин
- Юрий Внуков
- Олег Соловьев
- Михаил Самохвалов
- Иван Добрынин
- Кирилл Бурдихин
- Сергей Степин
- Денис Курочка — Захарченко
- Олег Прудиус
- Анна Капалева — Девушка-Весна
- Семён Чунгак — отец Джафара
- Михаил Лукашов — милиционер
- Павел Сиротин
- Анжелика Пашкова — Хафиза
- Климент Зосимов — Смирный
- Виктор Черепанов
- Юлия Максимова
- Жанна Никонова
- Андрей Покатилов
- Виталий Шаповалов — начальник ГСП
- Павел Степанов — Комыч
- Владимир Козлов
- Алексей Ванин — Тихон Петрович

## Фразы из фильма
- «Раньше вдохнул мая кусок — и сразу всякая дурь в голову лезет. А сейчас дышишь-дышишь…»
- «А где вы хоть познакомились с ним? — Мы? В консерватории»
- «— Я говорю да!

— Что да?! 

— Всё да! 

— Ничего не да!»

## Интересные факты
В фильме цитируется часть стихотворения «Жди меня» Константина Симонова

## Съёмочная группа
- Автор сценария: Илья Рубинштейн
- Режиссёры: Марат Рафиков, Илья Рубинштейн
- Операторы: Геннадий Карюк, Александр Карюк
- Монтаж: Ольга Гриншпун
- Продюсеры: Евгений Гиндилис, Александр Роднянский, Игорь Толстунов, Анна Кагарлицкая